# May Wirth
Pour les articles homonymes, voir Wirth.
May Wirth (6 juin 1894 - 18 octobre 1978) est une artiste australienne de cirque en voltige équestre,  fildefériste et contorsionniste. 

## Biographie
Née à Bundaberg en Australie, elle est la fille d'un artiste de cirque mauricien et de son épouse australienne. En 1901, elle devient orpheline et adoptée par Mary Marizles Wirth cavalière et propriétaire de la troupe Wirth Brothers' Circus (en), une prestigieuse compagnie de cirque d'Australie. Elle se révèle particulièrement douée pour l’acrobatie dès son plus jeune âge. A dix ans, elle présente un numéro de voltige à cheval sous le nom de scène May Ringling.
En 1912, sa famille est engagée en Amérique par le cirque Barnum. Elle se produit par la suite à Londres, puis Paris pour revenir en Australie. Elle est particulièrement connue pour une performance de saut périlleux à cheval acquise sous la férule d’Orin Davenport, le créateur de la figure,. 
Elle est qualifiée de « plus grande cavalière féminine du monde » et l'une des rares artistes féminines dans le domaine du cirque au début du XXe siècle.
À partir de 1917, elle retourne aux États-Unis auprès du cirque Barnum devenant l'attraction vedette des cavaliers  jusqu'à la fin des années 1920. 
En 1919, elle épouse son impresario Frank White et se reconvertit en fondant une agence artistique. En 1937, elle prend sa retraite et s'installe chez Marizles à New York. Elle a été intronisée au Circus Hall of Fame en 1964. 
May Wirth, âgée de 84 ans, décède le 18 octobre 1978 à Sarasota en Floride.